# Фурсов, Матвей Васильевич
Матвей Васильевич Фурсов (1825, Санкт-Петербург — 1901, Могилёв) — педагог, историк, археолог, член-корреспондент Московского археологического общества (1883).

## Биография
Окончил 3-ю Петербургскую гимназию и философский факультет Петербургского университета. С 1848 года старший учитель истории в Псковской гимназии, с 1858 года инспектор Псковского военного училища, в 1860―1862 гг. преподавал историю и словесность в псковском Мариинском женском училище, с 1865 года директор Шавельской гимназии, с 1872 года директор Слуцкой гимназии, с 1876 по 1886 год директор Могилёвской гимназии. Действительный статский советник.
Редактор неофициальной части «Могилёвских губернских ведомостей» (1883―1897). Исследовал археологические памятники Могилёвщины, составил карту городищ и курганов Рогачёвского, Быховского, Климовичского, Чериковского и Мстиславского уездов.
Скончался летом 1901 года в Могилёве и захоронен на городском Соборном кладбище.

## Научная деятельность
Автор гимназического учебника по арифметике. Автор очерков в «Могилёвских губернских ведомостях»: «Исторический очерк Могилёвской гимназии», «Дело могилёвских мещан с Максимовичем и Лавровичем», «Печатание книг на русском языке в Могилёвском крае», «Когда появились евреи на Литве», «Поселения смоленских кривичей в пределах Могилёвской губернии», «Бытовые стороны Буйницкого монастыря по древним актам», «Дворец Екатерины в Могилёве», «Православие на Литве и в Беларуси», «Училищное дело в Могилевской губернии со времени присоединения Белорусского края к России, то есть с последней четверти XVIII столетия» и другие. Автор исторического очерка к книге могилёвского губернатора А. С. Дембовецкого «Опыт описания Могилевской губернии в историческом, физико-географическом, этнографическом, промышленном, сельскохозяйственном, лесном, учебном, медицинском и статистическом отношении, с двумя картами губернии и 17 резанными на дереве гравюрами видов и типов: в трех книгах» (Могилев на Днепре, 1882—1884).

## Награды
Ордена Св. Владимира 3-й и 4-й степеней, Св. Станислава и Св. Анны 2-й степени с императорской короной, бриллиантовый перстень, медаль в память о войне 1853-1856 г.